# Реми (Эна)
Реми́ (фр. Remies) — коммуна во Франции, находится в регионе Пикардия. Департамент коммуны — Эна. Входит в состав кантона Марль. Округ коммуны — Лан.
Код INSEE коммуны — 02638.

## Население
Население коммуны на 2010 год составляло 239 человек.
| 1962 | 1968 | 1975 | 1982 | 1990 | 1999 | 2010 |
| ---- | ---- | ---- | ---- | ---- | ---- | ---- |
| 289  | 272  | 245  | 243  | 220  | 230  | 239  |

## Экономика
В 2010 году среди 155 человек трудоспособного возраста (15—64 лет) 123 были экономически активными, 32 — неактивными (показатель активности — 79,4 %, в 1999 году было 67,2 %). Из 123 активных жителей работали 98 человек (59 мужчин и 39 женщин), безработных было 25 (13 мужчин и 12 женщин). Среди 32 неактивных 7 человек были учениками или студентами, 10 — пенсионерами, 15 были неактивными по другим причинам.